# 李惜儿
李惜儿，中國古代明朝女性，景泰末年的宠姬。
李惜儿原是妓女。景泰帝时，钟鼓司内官陈义、教坊司左司乐晋荣等为景泰帝收罗民间娼妓，李惜儿被带入宫，宠赐优渥，其弟伶人李安封为锦衣卫百户。
景泰八年（1457年），明英宗复辟之后，李安被谪戍边，陈义、乐晋荣都被杖杀。李惜儿被赶回家，再无记载。
有一說李惜兒出宮後祕密產下明景帝私生子，名為見葆真。